# Thokur-62
Thokur-62 é uma vila no distrito de Dakshina Kannada, no estado indiano de Karnataka.

## Demografia
Segundo o censo de 2001, Thokur-62 tinha uma população de 6166 habitantes. Os indivíduos do sexo masculino constituem 51% da população e os do sexo feminino 49%. Thokur-62 tem uma taxa de literacia de 77%, superior à média nacional de 59,5%: a literacia no sexo masculino é de 82% e no sexo feminino é de 71%. Em Thokur-62, 13% da população está abaixo dos 6 anos de idade.